# Готтильф, Эрнест
Эрнст Готтильф (нем. Ernst Gotthilf; 1 октября 1865, Тимишоара — 17 сентября 1950, Оксфорд) — австрийский архитектор, работавший преимущественно в стиле позднего классицизма.

## Биография
Эрнст родился в Тимишоаре, в семье еврейского промышленника Эдуарда Готтильфа де Мишкольца, получившего дворянство в 1885 году, и его жены Жозефины Штерн. Он начал свое обучение в качестве архитектора в Политехническом институте в Цюрихе, а затем переехал в Вену,  и продолжил обучение в Техническом университете и Академии изящных искусств. Проработав два года в архитектурном бюро Хельмера и Феллнера, он в возрасте 27 лет открыл собственный бизнес.
Его первыми заказами были в основном сдаваемые в аренду дома, жилые и коммерческие здания. Самым его известным клиентом в этот период был совет венских купцов с заказом на выполнение работ по строительству больницы на Петер-Джордан-штрассе.
В 1909 году Эрнст Готтильф вместе с Александром Нойманном (1861—1947) новую компанию по проектированию и постройке зданий, которое вскоре стало лидером в Вене. Они строили сдаваемые в аренду дома, виллы и дворцы, а также прославились как проектировщики банковских зданий. Они также выполняли строительные заказы во время Первой мировой войны. Только после окончания войны и связанной с этим потерей клиентов из-за финансовых проблем заказы практически перестали поступать.
После присоединения Австрии к Третьему рейху Эрнст Готтильф эмигрировал в Англию, где поселился в Оксфорде. Его жена, дочь известного тогда венского мастера-строителя Доната Цалера (1845—1909), также умерла в Англии в 1965 году.

## Награды
Эрнст Готтильф за свою работу получил множество наград и почетных званий:
- Золотая медаль Фюгера
- Строительный офицер (около 1908 г.)
- Рыцарский крест ордена Франца Иосифа (около 1913 г.)
- Присяжный эксперт и казначей областного и хозяйственного суда (1914 г.)
- Главный строитель (1918)
- Почетный член Центральной ассоциации австрийских архитекторов (1919).
- Профессор (1923)

## Членство в различных организациях
- с 1893: Кооператив художников в Вене.
- с 1893 г.: Австрийское общество инженеров и архитекторов.
- с 1896: Торговая ассоциация Нижней Австрии.
- с 1907: Центральная ассоциация австрийских архитекторов.
- с 1913: Член-основатель Австрийского Веркбунда.

## Работа
Эрнст Готтхильф в одиночку и со своим партнером Александром Нойманном реализовал множество других проектов в дополнение к упомянутым выше работам — прежде всего многоквартирные, жилые и коммерческие здания.
- 1895: Дворец Ланна, Аргентинерштрассе 20, Вена- Виден
- 1898—1899: Новое строительство фасада Софийский зал в Вене
- 1900: Могильный памятник Фердинанду Гросу (Центральное кладбище Вены).
- 1902: Дом для бездомных семей (Улица Универсум, 62, Вена, Бригиттенау, совместно с Д. Цалером)
- 1903: Дом венских купцов (Шварценбергплац 14, Вена, Виден)
- 1904: Основание дома правления венского купеческого сообщества (Улица Крюгера 3, Вена, Исторический центр Вены)
- 1905: Аптека Богородицы (Гудрунштрассе 150, Вена, Фаворитен)
- 1906: Дом Базельского страхового общества (Лотарингская улица, 16, Вена, Исторический центр Вены)
- 1906: Женское отделение санатория Лёв (Марианненгассе 18-20, Вена, Альзергрунд)
- 1907-08: Вилла Зигфрида Требича, (Максингштрассе, 20, постройка Хьюго Шустера)
- 1908: Дом администратора Университета природных ресурсов и науке о жизни (Грегор-Мендель-Штрассе 33, Вена, Веринг)
- 1908—1910: Больница венских купцов (Улица Питера Джордана, 82, Вена, Дёблинг)
- около 1909 г.: Замок в Кирлинге (Кирлингерштрассе 87, Клостернойбург)
- 1909—1912: Венский банковский клуб (Шоттенгассе 6-8, Вена, Исторический центр Вены,  совместно с Александром Нойманном)
- 1909: Филиал Венской банковской ассоциации (Стамбул, совместно с Александром Нойманном)
- 1912: Дом для бездомных семей (Висберггассе, 13, Вена, Оттакринг)
- 1912—1914: офисное здание Якорный двор (Высокий рынок 10-11, Исторический центр Вены, совместно с Александром Нойманом)
- 1913—1915: Страновой банк (Ам-Хоф 2, Вена, Исторический центр Вены, совместно с Александром Нойманом)
- 1914—1921: Австрийский кредитный институт торговли и коммерции (Реннгассе, 2, Вена, Исторический центр Вены
- 1915: Венский банковский клуб (Главная площадь 14, Грац, совместно с Александром Нойманном)
- 1916: Группа арендованных домов (Шварценбергплатц 7-8, Вена, Ландштрассе, совместно с Александром Нойманом)
- 1917—1918: Дворец Фанто (Шварценбергплац 6, Вена, Ландштрассе, совместно с Александром Нойманом)
- 1922: Офисное здание австрийского Кредитного агентства для торговли и коммерции (Кайзерфельдгассе 5, Грац).

## Использованная литература
- Gotthilf-Miskolczy Ernst von // Österreichisches Biographisches Lexikon 1815–1950 (ÖBL). — Wien: Verlag der Österreichischen Akademie der Wissenschaften, 1959. — Bd. 2. — S. 36.